# Glyphesis
Glyphesis is een geslacht van spinnen uit de familie hangmatspinnen (Linyphiidae).

## Soorten
De volgende soorten zijn bij het geslacht ingedeeld:
- Glyphesis asiaticus Eskov, 1989
- Glyphesis cottonae (La Touche, 1946)
- Glyphesis idahoanus (Chamberlin, 1949)
- Glyphesis nemoralis Esyunin & Efimik, 1994
- Glyphesis scopulifer (Emerton, 1882)
- Glyphesis servulus (Simon, 1881)
- Glyphesis taoplesius Wunderlich, 1969